# Inmunofenotipificación
La Inmunofenotipificación es una técnica utilizada para estudiar la proteína expresada por las células. Esta técnica se utiliza comúnmente en la investigación científica básica y el propósito de diagnóstico de laboratorio. Esto se puede hacer en la sección de tejidos (tejido fresco o fijo), suspensión de células, etc. Un ejemplo es la detección de marcador tumoral, como en el diagnóstico de la leucemia. Se trata de la etiqueta de las células blancas de la sangre con anticuerpos dirigidos contra las proteínas de la superficie de la membrana. Al elegir los anticuerpos adecuados, la diferenciación de las células leucémicas pueden ser determinadas con precisión. Las células marcadas se procesan en un citómetro de flujo, un instrumento basado en láser capaz de analizar miles de células por segundo. Todo el procedimiento se puede realizar en las células de la médula ósea del hueso, o el líquido cefalorraquídeo en cuestión de pocas horas.

Un ejemplo de la información proporcionada a través del fenotipo inmune:
"El informe de flujo de inmunofenotipo por citometría indica que las células malignas fueron positivas para CD19, CD10, dimCD20, CD45, HLA-DR, y la cadena λ ligeras de inmunoglobulina. No hubo coexpresión de CD5 o CD23 por el monoclonal de células B de la población . "